# El viento (película)
El viento es una película dirigida por Eduardo Mignogna en el año 2005. Se trata de una coproducción entre Argentina y España.

## Argumento
Frank, de ascendencia galesa y de 70 años, es un campesino de la Patagonia que jamás ha salido de su pueblo. Cuando muere su hija, Ema Osorio, debe viajar a Buenos Aires para reencontrarse con Alina, su nieta de 27 años y pediatra, a la que hace mucho que no ve, y a la que debe contar la noticia del fallecimiento, sus recuerdos y un secreto que juró que nunca develaría. La convivencia entre ambos supondrá un giro en la relación que mantenían nieta y abuelo e impulsará a Alina a recapacitar sobre su vida y sentimientos.
Alina en un principio se ve sorprendida por la presencia de su abuelo, pero tanto su novio, Diego (Esteban Meloni), como su intima amiga, Gaby (Mariana Briski), lo convencen de que Frank necesita estar acompañado porque quedó muy solo luego de la muerte de su hija. Ella termina aceptánolo y, al final, viaja a la Patagonia.

## Reparto
- Federico Luppi como Frank Osorio.
- Antonella Costa como Alina Osorio.
- Pablo Cedrón como Miguel Dufour.
- Mariana Briski como Gaby.
- Esteban Meloni como Diego.
- Hernán Jiménez como Policía Hospital.
- Florencia Sierra como Madre Bebé.
- Ricardo Díaz Mourelle como Comisario.
- Gustavo Jalife como Veterinario.
- Félix Nieto como Bebé.
- Adrián Fondari como Taxista.
- Ainara Cicunegui como Muchacha Hospital.
- Cecilia Bruza como Chica Limpieza,
- María Laura Siano como Patricia.
- Eduardo Narvay como Kiosquero.
- Nora Acrich como Ema Osorio.
- Susana Di Gerónimo como Enfermera.
- Marcelo Serre como Mozo Parrilla.
- Lili Popovich como Marta Dufour.
- Lucía Pecrul como Julieta Dufour.
- Tatiana Copranese como Mora Dufour.
- Juan Ponce de León como Médico Terapia.
- Lola Cordero cómo Médica Guardia.

## Premios
- Máximo galardón del Festival Internacional de Raindance[1] (Reino Unido)